# Lee Wayne Lenz
Lee Wayne Lenz ( 1915) es un genetista, botánico, agrostólogo, y micólogo estadounidense, habiendo desarrollado actividades académicas en el "Jardín Botánico Rancho Santa Ana", de California.

## Algunas publicaciones
- Freckmann, rw; mg Lelong. 2002. Nomenclatural changes and innovations in Panicum and Dichanthelium (Poaceae: Paniceae). Sida 20: 161-74

- 1959. Hybridization and speciation in the Pacific Coast irises. Aliso 4 : 237-309
- 1948. Comparative Histology of the Female Inflorescence of Zea mays L.. Annals of the Missouri Botanical Garden 35 ( 4 ), special number: The 1947 Conference on the Inflorescences of Zea Mays, pp. 353-376
- 1947. Fossil polypores from Idaho. Missouri Bot. Garden Annals 34 ( 2 ): 113-114
- California Native Trees and Shrubs. Ed. Rancho Santa Ana
- Native Plants for California Gardens. Ed. Day Printing Corp.

### Libros
- 1956. Native plants for California gardens. Ed. Rancho Santa Ana Botanic Garden. 166 pp.

## Honores

### Epónimos
- (Malvaceae) × Chiranthomontodendron lenzii Dorr[3]
- (Sterculiaceae) × Chiranthofremontia lenzii Henrickson[4]

- La abreviatura «L.W.Lenz» se emplea para indicar a Lee Wayne Lenz como autoridad en la descripción y clasificación científica de los vegetales.[5]